# Aldona di Lituania
Aldona di Lituania (battezzata Ona o Anna; il nome pagano Aldona ci è pervenuto attraverso gli scritti di Maciej Stryjkowski; 1309 circa – 26 maggio 1339) fu una principessa del Granducato di Lituania come figlia di Gediminas e Regina di Polonia per matrimonio dal 1333 al 1339.

## Biografia
Aldona sposò Casimiro III di Polonia quando egli aveva quindici o sedici anni; Aldona aveva probabilmente la stessa età. Il matrimonio venne celebrato il 30 aprile o il 16 ottobre 1325 e fu combinato all'interno di una manovra politica tesa a rafforzare la prima coalizione polacco-lituana contro i Cavalieri Teutonici. Casimiro stava infatti cercando degli alleati che lo aiutassero nella disputa con i Cavalieri per la Pomerania.
Gediminas aveva appena dovuto affrontare un infruttuoso tentativo di cristianizzazione della Lituania. La coalizione fu un preludio all'Unione di Krewo del 1385 e all'Unione di Lublino del 1569 che portarono alla costituzione di un nuovo Stato, la Confederazione Polacco-Lituana. I dettagli dell'accordo sono sconosciuti, ma si sa che Gediminas liberò tutti i prigionieri polacchi, che erano circa 25 000. L'importanza del matrimonio è attestata dal fatto che Casimiro III abbandonò i suoi precedenti progetti di sposare Bona di Lussemburgo. Si diede attuazione all'alleanza quando le forze unite di Polonia e Lituania organizzarono un attacco ai danni della Marca di Brandeburgo nel 1326; la colazione si dimostrò debole e collassò nel 1330 circa, ma non ci sono prove di scontri bellici tra le due Nazioni mentre Aldona era in vita. Il matrimonio all'interno della dinastia regnante lituana che governava dal 1289 circa, può aver portato una certa legittimazione a Ladislao I, del casato dei Piast, che venne incoronato nel 1320, rimpiazzando così i Přemislidi.
Aldona morì improvvisamente alla fine di maggio del 1339 e venne sepolta a Cracovia.
Aldona viene ricordata per la sua pietà ed il suo amore per la musica: ovunque si recava portava con sé i musicisti di corte. Jan Długosz riteneva che i cembali che venivano suonati nei cortei davanti a lei fossero una tradizione pagana della Lituania. Suo marito Casimiro era invece noto per le sue numerose relazioni: dopo la morte di Aldona si risposò tre volte.
Aldona diede al consorte due figlie:
- Cunegonda (m. 1357), che, il 1º gennaio 1345, sposò Ludovico VI il Romano, figlio dell'imperatore Ludovico IV;
- Elisabetta (m. 1361), che venne data in sposa al duca Bogislao V di Pomerania;[6] una delle sue figlie, Elisabetta, fu la quarta moglie dell'imperatore Carlo IV.